# Oscar Zariski
Oscar Zariski (Kobryn, 24 aprile 1899 – Brookline, 4 luglio 1986) è stato un matematico polacco.

## Biografia
Dopo aver completato (con passaporto polacco) gli studi in matematica nel 1925 all'Università di Roma, dove fu allievo di Guido Castelnuovo, Federigo Enriques e Francesco Severi, trovò lavoro come docente universitario di matematica in varie università degli USA, dapprima alla Johns Hopkins University di Baltimora nel 1937, poi alla Harvard University. Fu uno dei pionieri della geometria algebrica astratta, il cui nome lo si deve proprio a Zariski. Con i suoi studi trovò, fra l'altro, la soluzione al problema di riduzione delle singolarità delle varietà algebriche. Ebbe vari allievi, tra cui Heisuke Hironaka, Robin Hartshorne, Michael Artin.

## Opere
- Algebraic Surfaces (1934)
- con Pierre Samuel, Commutative Algebra, serie Graduate Texts in Mathematics, 1958).